# Thomas Sinnickson (Politiker, 1744)
Thomas Sinnickson (* 21. Dezember 1744 bei Salem, Salem County, Province of New Jersey; † 15. Mai 1817 ebenda) war ein US-amerikanischer Politiker. Zwischen 1789 und 1791 sowie nochmals von 1797 bis 1799 vertrat er den Bundesstaat New Jersey im US-Repräsentantenhaus.

## Werdegang
Thomas Sinnickson war der Onkel des gleichnamigen Kongressabgeordneten Thomas Sinnickson (1786–1873) und der Großonkel von Clement Hall Sinnickson (1834–1919), der ebenfalls den Staat New Jersey im US-Repräsentantenhaus vertrat. Der ältere Thomas Sinnickson wuchs während der britischen Kolonialzeit auf und besuchte die öffentlichen Schulen seiner Heimat. Danach wurde er als Händler tätig. Zu Beginn der amerikanischen Revolution schloss er sich dieser Bewegung an. Während des Unabhängigkeitskrieges war er Hauptmann in der Kontinentalarmee. Nach dem Krieg begann er auch eine politische Laufbahn. Sinnickson bekleidete mehrere lokale Ämter in seiner Heimat und war zwischen 1777 und 1788 mehrfach Abgeordneter in der New Jersey General Assembly. Er galt als Anhänger von George Washington und Alexander Hamilton und stand der ersten von Präsident Washington geführten Bundesregierung loyal gegenüber.
Bei den in New Jersey staatsweit ausgetragenen Kongresswahlen des Jahres 1789 wurde Sinnickson für den vierten Sitz von New Jersey in das US-Repräsentantenhaus gewählt, wo er am 4. März 1789 sein neues Mandat antrat. Bis zum 3. März 1791 absolvierte er die allererste Legislaturperiode des damals noch in New York tagenden US-Repräsentantenhauses. In der zweiten Hälfte der 1790er Jahre schloss er sich der Föderalistischen Partei an. 1796 wurde er als deren Kandidat für das fünfte Abgeordnetenmandat seines Staates in den Kongress gewählt, wo er am 4. März 1797 die Nachfolge von Isaac Smith antrat. Bis zum 3. März 1799 konnte er eine weitere Legislaturperiode im Kongress verbringen. Diese war von außenpolitischen Spannungen mit Frankreich geprägt.
Nach dem Ende seiner Zeit im US-Repräsentantenhaus ist Thomas Sinnickson politisch nicht mehr in Erscheinung getreten. Er starb am 15. Mai 1817 in seinem Geburtsort Salem.